# Lago Peñuelas
El lago Peñuelas es un embalse artificial localizado en la región de Valparaíso, Chile. Se encuentra próximo a los tranques Las Cenizas y La Invernada por el norte, y a la Laguna La Luz por el oeste.

## Ubicación, propiedad y funciones
Se ubica a 19 km al sur este del puerto de Valparaíso y a unos 100 km al oeste de Santiago. Accesible desde la ruta 68. El embalse es de propiedad de Conaf, y lo administra y opera Esval S.A.: 252 

## Represa
La represa es un talud enrocado a ambos lados (aguas arriba  1:2,5 y aguas abajo 1:2) de 390 m de largo con 6m de ancho en la corona. Sobre él se erige un parapeto compuesto por un muro de enrocado consolidado de una altura de 1,9 m de altura y espesor de 0,7 m.
En la torre de captación se deja entrar el agua destinada al tratamiento para agua potable. La altura de la entrada puede ser escogida, cuando hay suficiente nivel. Cuando el nivel es demasiado bajo, se debe bombear el agua desde las partes que aun tengan.: 257 

## Hidrología
La cuenca aportante es de 90 km².: 261 

## Historia

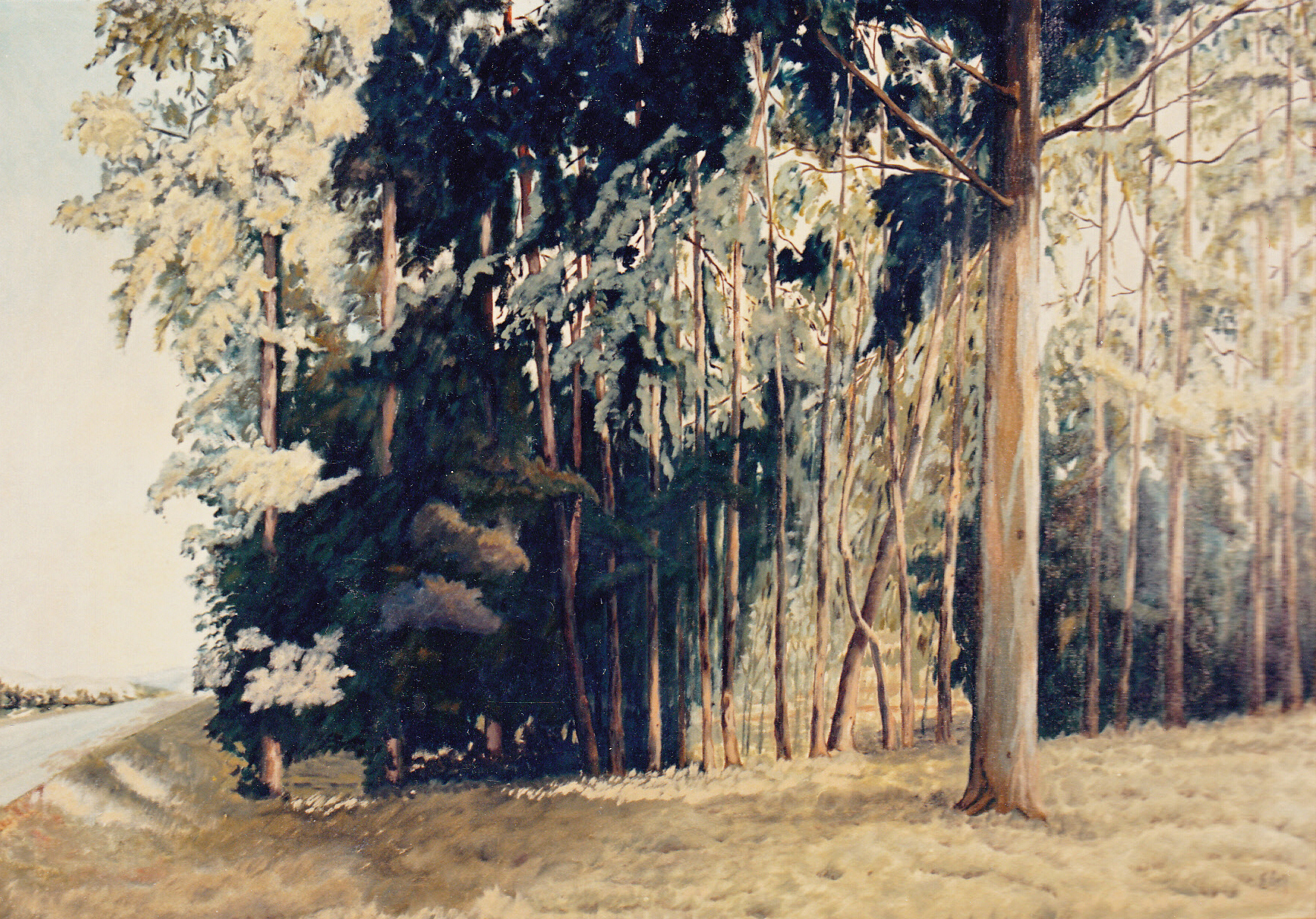
Atardecer en el parque Peñuelas

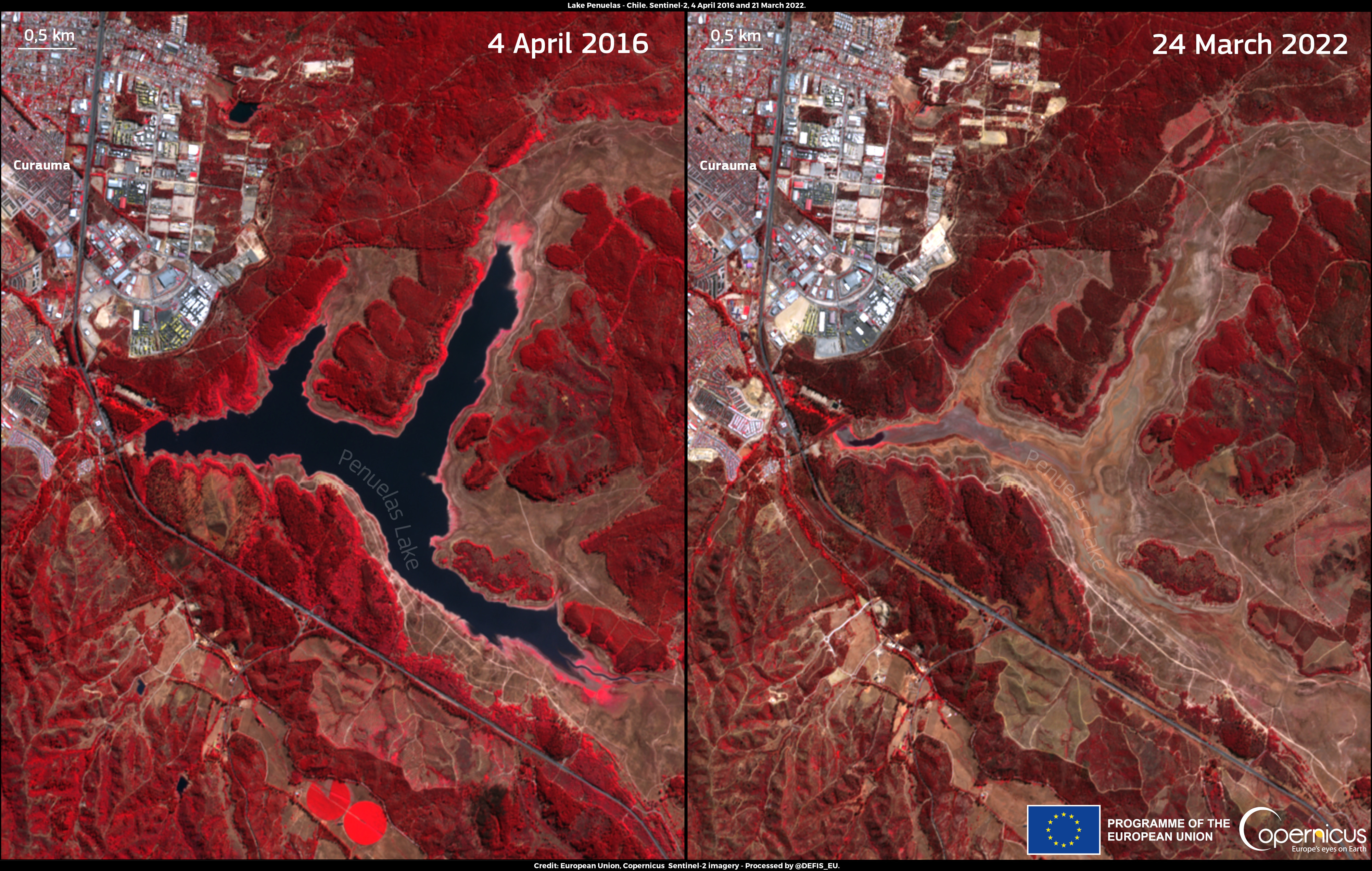
Fotos de 4 de abril de 2016 y del 24 de marzo de 2022 para comparar los efectos de la sequía que afecta la región.

### Construcción
Fue construido entre 1895 y 1900 durante el gobierno de Federico Errázuriz Echaurren. Su objetivo era proveer de agua potable al puerto de Valparaíso, en especial en los meses de verano.
Luis Risopatrón lo describe en su Diccionario Jeográfico de Chile de 1924:
Peñuelas (Represa de). 33° 10' 71° 32' Se ha formado por un tranque, en la quebrada del mismo nombre, a unos 10 kilómetros hácia el S E de la ciudad de Valparaíso, a la que proporciona agua para la bebida i demás usos domésticos; el volumen máximo de agua que contiene, es de 95 millones de metros cúbicos, con una superficie de 1 900 hectáreas, recogido en una hoya hidrográfica de 9 095 ha. El importe total de las obras, incluyendo filtros, acueducto, estanques, cañerías etc fué de S 6 600 000 i fueron terminadas en 1900. 127; i 156.
Una inspección en terreno de la Dirección General de Aguas del año 2010 reporta sobre la construcción misma: "En cuanto a la presa misma, que data de principios del siglo veinte, y conforme a la información proporcionada por personas cuyos antepasados han vivido por muchos años en el sector e incluso participado en la construcción de la presa, esta se encuentra formada por un muro de ladrillos pegados entre ellos con arcilla. Según se informó, sobre toda la superficie expuesta de los ladrillos se colocó una capa de trozos de roca (tipo ala de mosca) unidos con arcilla. Este enrocado se observa en toda la superficie de la presa. Posteriormente, sobre la presa se colocó un parapeto en base a enrocado consolidado de 1,9 m de altura.: 252 

### Situación hídrica en 2018-19
| Volumen almacenado Embalse Peñuelas                              |                                                                  |
| ---------------------------------------------------------------- | ---------------------------------------------------------------- |
| Gráfico no disponible temporalmente debido a problemas técnicos. |                                                                  |
| Contenido promedio histórico Contenido 2018-19                   |                                                                  |
|                                                                  | Gráfico no disponible temporalmente debido a problemas técnicos. |

|  | Gráfico no disponible temporalmente debido a problemas técnicos. |

La información de la Dirección General de Aguas sobre el volumen almacenado por el embalse durante los últimos 12 meses muestra una clara baja con respecto al promedio histórico almacenado de 31 hm³.

## Flora y fauna
En 1952 la zona del lago Peñuelas fue convertida en la reserva nacional Lago Peñuelas, bajo la administración de la Corporación Nacional Forestal. En 1985 la UNESCO declaró la zona como reserva de la biósfera.
Su promedio de temperatura anual es de 14 °C y presenta una precipitación media al año de 520 mm.
Las riberas del lago han sido reforestadas con el tiempo, presentando en la actualidad matorrales espinosos caducifolio y un bosque mixto caracterizado por diversos tipos de especies autóctonas, como quillay, peumo, litre. Desafortunadamente y aunque la reserva de Peñuelas forma parte de una extensa reserva de la biosfera, ciertas regulaciones instauradas durante la dictadura militar permitieron —a pesar de ser un área protegida de reconocido valor ambiental— las licitaciones a privados y las plantaciones de otras especies exóticas, como el Pinus radiata y el Eucalyptus, completamente ajenas a la comunidad florística del sector y que no solo compitieron con el bosque nativo de manera perjudicial para este (y para el hábitat de la fauna natural), sino que transformaron a Peñuelas en una de las reservas con mayor cantidad de incendios forestales a nivel nacional.
La diversidad florística alcanza a 337 especies, de las cuales un 72% es de origen nativo, distribuidas en ocho pteridofitos, dos gimnospermas, 229 dicotiledóneas y 98 monocotiledóneas, lo que representa una alta riqueza florística. Sin embargo, la mayor proporción de plantas alóctonas indica también un fuerte grado de perturbación antrópica. Catorce especies presentan problemas de conservación. La fitosociología total del lugar informa de la presencia de 20 comunidades vegetales, de las cuales 10 son herbáceas, siete de matorral y tres arbóreas.
El lago es, además, el principal lugar de anidaje y reproducción de distintas especies de aves acuáticas de la región, como garzas, águilas pescadoras y patos huala. En sus aguas es posible encontrar también, coipos y en sus riberas zorros y chinchillas.